# Serw
Serw (serwis, zagrywka) – wprowadzenie piłki bądź lotki do gry występujące w wielu dyscyplinach sportowych (m.in. w piłce siatkowej, tenisie ziemnym, tenisie stołowym, speed-ballu i badmintonie). Wykonywany jest na początku gry i po każdej zmianie punktów (poza ostatnim uzyskanym punktem).
Odmianą zagrywki serwowanej z dołu niczym drajw z forhendu jest „serwis Richelieu”, którego nazwa pochodzi od nazwiska kardynała Richelieu, entuzjasty jeu de paume.